# Sandro Agénor
Pour les articles homonymes, voir Agénor.
Sandro Agénor est un scénariste français d'origine réunionnaise. 

## Biographie
D'abord attiré par l'océanographie, un accident de décompression l'oblige à renoncer à la plongée sous-marine et à envisager un autre avenir. 
Il devient scénariste et a écrit depuis une quarantaine de téléfilms et longs métrages de fiction.
Il est diplômé de la FÉMIS, section scénario, et enseigne au CEEA (Conservatoire Européen d'Écriture Audiovisuelle).
Sa mère, Monique Agénor, est une écrivaine réunionnaise. À l'origine comédienne, elle devient assistante de Jacques Perrin puis d'Yves Robert avant d'intégrer Antenne 2 (aujourd'hui France 2) comme opératrice de prise de vues.
Son père, Albert Diato, était un céramiste, peintre et graveur, de nationalité monégasque.

## Filmographie sélective
- 1997 : Mauvais esprit d'après un scénario de Laurent Chouchan
- 1998-1999 : Visages pâles - en coécriture avec François Cellier et Étienne Dhaene
- 1998-1999 : Les Petits Princes
- 1999 : Gang-Bang
- 2000 : Chip
- 2000-2001 : Mortes, de préférence (2x52') - en coécriture avec Vincent Lambert
- 2001 : Cellule familiale (série Chère Marianne)
- 2001-2002 : 100 % compatible
- 2003 : Privé d'école (série L'Instit)
- 2003-2004 : Héritage (série Femmes de loi)
- 2004 : Bourbon
- 2004-2005 : Groupe flag (saison 3 - 6x52')
- 2005-2006 : Les Vauriens
- 2006 : Sa Majesté Minor d'après un scénario de Gérard Brach et Jean-Jacques Annaud
- 2006-2007 : Une lumière dans la nuit (2x90') -  en coécriture avec Vincent Lambert
- 2007 : 20.000 lieues sous les mers d'après un scénario de Jean-Luc Seigle et Jean-François Porry
- 2007-2008 : La Vénus hottentote
- 2008 : La Vie en jeu d'après l'autobiographie éponyme du Baron Édouard-Jean Empain - en coécriture avec Gilles Malençon et Patrick Volson
- 2009 : La Maison des Rocheville (5x100') - d'après une histoire et en coécriture avec Julien Sarfati
- 2010-2011 : Petits arrangements avec ma mère adapté de Conversaciones con Mama de Santiago Carlos Oves
- 2012-2013 : Toussaint Louverture (2x90') en coécriture avec Philippe Niang
- Inquisitio (8x52') en coécriture avec Nicolas Cuche, Lionel Pasquier et Véronique Lecharpy d'après un concept et des personnages de Nicolas Cuche et Lionel Pasquier
- Paradis amers en coécriture avec Mikaël Ollivier, d'après le roman "Tout doit disparaître" de Mikaël Ollivier
- 2014 : Un enfant en danger d'après le roman "Tu l'aimais quand tu m'as fait?" d'Hélène Couturier
- 2014-2016 : Black Bazar en coécriture avec Alain Mabanckou, d'après le roman éponyme d'Alain Mabanckou
- 2014-2016 : Le rêve français (2x90')
- 2018 : La malédiction du Volcan
- 2019 : Un avion sans elle (4x52') d'après le roman éponyme de Michel Bussi
- 2019-2020 : Viens, on s'en fout en coécriture et d'après un scénario de Nsani Mayala - Aide au Développement CNC
- 2020 : Meurtres à Marie-Galante
- 2020-2021: Under Ice – Docu-fiction (10x40') en coécriture avec Angelique Abachkina
- 2023: Les Derniers hommes – d'après le roman "Les chiens jaunes" d'Alain Gandy - Aide à l’Écriture CNC
- 2023-2024: Doubi or not – en coécriture avec Élie Roubah & Jean-Luc Gunst (en développement)
- 2024: Les Amants de l'Atome – Docu-fiction (6x26') en coécriture avec Charles-Antoine de Rouvre et Sophie Bocquillon

## Récompenses
- Prix du Jury au Grand Prix du meilleur scénariste 2000 - Chip
- Prix de la Meilleure mini-série, de la Révélation féminine (Julie Voisin) et Prix des Collégiens au Festival de la fiction TV de La Rochelle 2008 - Une lumière dans la nuit
- Prix du Meilleur film, du Meilleur acteur (Jimmy Jean-Louis) et Prix du Public au Festival du Film de Los Angeles 2012 - Toussaint Louverture
- Prix du Meilleur acteur (Jimmy Jean-Louis) et Prix du Public au Festival du Film de Trinidad et Tobago 2012 - Toussaint Louverture
- Prix du Scénario au Festival de la fiction TV de La Rochelle 2012 - Paradis amers[1]
- Prix du Meilleur film au People's Film Festival de New-York 2013 - Toussaint Louverture
- Prix du Meilleur acteur (Yann Gael) au Festival de la fiction TV de La Rochelle 2017 - Le Rêve français